# Miklós Perényi
Miklós Perényi (Budapeste, 1948) é um violoncelista e professor de música húngaro. Nascido numa família de músicos, começou a estudar violoncelo aos cinco anos com Miklós Zsamboki, discípulo de David Popper, e deu o seu primeiro concerto em Budapeste aos nove. Mais tarde, trabalhou com Enrico Mainardi em Roma e com Ede Bande em Budapeste.
Em 1963 foi premiado no Concurso Pablo Casals de Budapeste e o próprio Pablo Casals convidou-o para as suas aulas em Porto Rico e para o Festival de Marlboro. Recebeu os prémios Kosath e Bartók-Pasztory e é desde 1980 catedrático da Academia Franz Liszt de Budapeste. Atuou nas melhores salas do mundo e foi convidado para os festivais de Edimburgo, Lucerna, Praga, Salzburgo, Viena, Hohenems, Varsóvia e Berlim, entre outros. Atuou
igualmente no Japão, China e Estados Unidos e participou em certames de violoncelo como o Festival de Kronberg ou o Festival Pablo Casals de Prades.
Miklós Perenyi toca com a Orquestra do Festival de Budapeste e a Orquestra Filarmónica da Rádio de Budapeste. Recebeu o Prémio Kossuth em 2007.
Miklós Perényi colabora regularmente com o Quarteto Keller. Já gravou para várias editoras como a Hungaroton, EMI-Quint, Sony Classics, Teldec, Decca Col legno e Erato. Gravou com András Schiff as sonatas completas de Beethoven.